# Droits LGBT en Libye

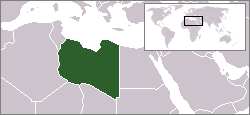
Localisation de la Libye.

Les personnes lesbiennes, gays, bisexuelles et transgenres (LGBT) n'ont pas les mêmes droits que les autres en Libye.
L'homosexualité, tant féminine que masculine, est illégale en Libye.

## Loi
Selon l'article 407/4, l'homosexualité est punie jusqu'à cinq ans de prison.
La loi n'établit pas de distinction entre l'orientation sexuelle et identité de genre, de sorte que les lois contre les gays et les lesbiennes peuvent s'appliquer aux personnes trans. Les personnes trans ne peuvent pas changer de nom ou de sexe, ils ne sont pas autorisés à suivre un traitement de changement de sexe.

## Conditions de vie
Des personnes LGBT ont quitté la Libye et demandé l'asile politique en raison des violences qui leur étaient infligées, par exemple une lesbienne dont le cas a été médiatisé par Komitid, qui a décidé de demander l'asile en France.